# Кадикасинское сельское поселение
Кадикаси́нское се́льское поселе́ние (чув. Катькас ял тӑрӑхӗ) — муниципальное образование в составе Моргаушского района Чувашской Республики. Административный центр — деревня Кораккасы.

## Границы поселения
Северная граница поселения начинается от северной части квартала № 55 Ильинского лесничества Опытного лесхоза  по смежеству с пахотными угодиями сельскохозяйственного производственного  кооператива «Волга» Ильинского сельского поселения  с общим направлением на восток до юго-западного угла квартала № 37 Ильинского лесничества Опытного лесхоза, в дальнейшем проходит  ломанной линией преимущественно северной стороной кварталов № 37, 29,26,16 Ильинского лесничества Опытного лесхоза, выходит на берег Чебоксарского водохранилища  в районе Шешкарского залива, и  идет по краю водохранилища, вниз по течению, доходит до северо – восточного угла квартала № 22 Ильинского лесничества Опытного лесхоза.
Восточная граница поселения начинается с северо–восточного угла квартала № 22 Ильинского лесничества Опытного лесхоза  и идет  общим направлением на юг по смежеству с кварталами №22,33,41 Ильинского лесничества Опытного лесхоза,  пересекает автомобильную дорогу «Волга» М-7, затем поворачивает на юго-запад, идет вдоль оврага на северо-запад по южной границе большого массива коллективных садов, с последующим изменением направления на юг на протяжении 3.9 км и выходит к руслу  р.Покшаушка.
Южная граница начинается от русла р. Покшаушка и проходит по её извилистому руслу в северо-западном направлении  южнее деревни Яраккасы и пахотным угодиям до пересечения с автомобильной дорогой «Волга» М-7, по смежеству земель сельскохозяйственного производственного  кооператива «Передовик» Москакасинского  сельского поселения  выдерживая общее направление на северо-запад,  проходит по окраине деревни Сюлеменькасы, пересекает русло р. Сундырка и доходит до русла р. Сухарка.
Западная граница поселения начинается от русла р. Сухарка, идет вниз по её течению с направлением на северо-запад,  пересекает русло р. Сундырка и по западному  краю кварталов № 60, 59, 58, 57, 54 Ильинского лесничества Опытного лесхоза, затем пересекает  автомобильную дорогу "Чебоксары-Гигант",  доходит до точки начала северной границы Кадикасинского сельского поселения у квартала № 55 Ильинского лесничества Опытного лесхоза.

## Портрет поселения
В районе числится одним из больших сельских поселений. Оно расположено на территории 4385,42 га земли.
Территория сельского поселения расположена в северо-восточной части Моргаушского района, который находится на северной части Чувашской Республики.
В состав сельского поселения входят 12 населенных пунктов: д. Анаткасы, д. Кадикасы, д. Калайкасы, д. Карамалькасы, д. Кораккасы, д. Кюрегаси, д. Охтикасы, д. Сесмеры, д. Чурикасы, д. Шатракасы, д. Шомиково, д. Яраккасы. На 01.01.2010 г. число постоянных хозяйств — 1082, население — 2912 человек. Центральной усадьбой сельского поселения является деревня Кораккасы, расположенный в 23 км от районного центра — села Моргауши, и в 26 км от столицы Республики — города Чебоксары.
Ближайшей железнодорожной станцией является г. Чебоксары. Транспортная связь сельского поселения, центрами районов республики, осуществляется по дорогам общегосударственного и районного значения. Дороги имеют твердое покрытие, что позволяет обеспечить транспортную связь с сельским поселением в любое время года.

## Историческая справка
Кадикасы (Катькас) – деревня Кадикасинского сельского  поселения  (Уезд Козьмодемьянская до 1920, Чебоксарский  до 1927; вол. Сюндырская до 1927.)  Район Татаркасинский до 1927, вол. Сюндырская с 1939, Чебоксарская с 1962, Моргаушская с 11.03.1964;  сельсовет Кадикасинский  с 1927, Шомиковский  с 1928,  Кадикасинский  с 03.02.1960 г. В архивных документах 18 в. – 2-я Кинеярская, 214 человек, в 1859 – Вторая Кинеярская , Кадиккасы, 61 двор. Название   деревни от Кати ( в  араб. Яз. «суд») + касси. В 1924 – 120 дворов, 590 человек. На 01.01.2002 г. – 191 дворов, 602 человека.
В настоящее время в деревне имеется отделение общей врачебной практики, начальная школа-детский сад, Дом Культуры, библиотека, магазин Б.-Сундырского райпо, магазин «Удача» индивидуального предпринимателя В.В.Мочалова.
Расстояние  до г.Чебоксары 30 км, до райцентра – 24 км.